# Farooq Leghari
Farooq Ahmad Khan Leghari (29 tháng 5 năm 1940 – 20 tháng 10 năm 2010), là chính trị gia Pakistan, ông giữ chức Tổng thống thứ 8 của Pakistan từ 14 tháng 11 năm 1993 đến khi ông từ chức vào 2 tháng 12 năm 1997. Ông là Người Baloch đầu tiên được bầu lam Tổng thống.